# Christmas in the Heart
| 전문가 평가      | 전문가 평가 |
| 총 점수          | 총 점수     |
| 출처             | 점수        |
| ---------------- | ----------- |
| AnyDecentMusic?  | 5.6/10      |
| 메타크리틱       | 62/100      |
| 평가 점수        |             |
| 출처             | 점수        |
| Allmusic         | [ 3 ]       |
| The A.V. Club    | B−          |
| Robert Christgau | [ 5 ]       |
| The Guardian     | [ 6 ]       |
| Paste            | 7.5/10      |
| Pitchfork        | 6.8/10      |
| PopMatters       | [ 9 ]       |
| Rolling Stone    | [ 10 ]      |
| Slant Magazine   | [ 11 ]      |
| Tiny Mix Tapes   | [ 12 ]      |

《Christmas in the Heart》는 미국의 싱어송라이터 밥 딜런이 2009년 10월 13일 발매한 서른네 번째 스튜디오 음반이자 첫 크리스마스 음반이다. 이 음반은 찬가, 캐럴, 그리고 인기 있는 크리스마스 노래들로 구성되어 있다. 이 음반의 판매로 인한 딜런의 모든 로열티는 미국의 피딩 아메리카, 영국의 크라이시스, 유엔세계식량계획의 자선단체에 혜택을 주었다.
딜런은 유대인으로 태어나 자랐지만(그는 1970년대 후반 기독교로 개종했다) 미네소타주에서 어린 시절을 보내는 동안 크리스마스에 소외감을 느낀 적이 없다고 말했다. 크리스마스 음악의 인기에 대해 그는 "...전 세계적으로 너무나 널리 퍼져 있고 누구나 나름대로 공감할 수 있다"고 말했다.
이 음반은 《빌보드》 홀리데이, 《빌보드》 포크 음반 차트 1위, 록 음반 차트 10위, 전체 음반 차트 23위에 올랐다.

## 녹음
이 음반은 잭슨 브라운이 소유한 샌타모니카 스튜디오에 녹음되었다.
스트리트뉴스서비스가 발행한 인터뷰에서 빌 플래너건 기자는 딜런에게 왜 곡을 직설적으로 연주했느냐고 물었고 딜런은 이렇게 답했다.
"다른 방법이 없었어요. 이 노래들은 포크처럼 제 삶의 일부입니다. 여러분도 똑바로 해야 합니다."

플래너건이 일부 평론가들이 이 음반을 크리스마스 노래의 아이러니한 처리라고 생각한다고 보도하자 딜런은 이렇게 답했다.
"그런 비평가들은 겉으로 들여다보고 있습니다. 그들은 확실히 제가 연주하는 팬도 관객도 아닙니다. 그들은 저와 제 일, 제가 할 수 있는 일과 할 수 없는 일에 대해 직감적으로 이해하지 못할 것입니다. 그 모든 것의 범위 말입니다. 지금 이 순간에도 그들은 여전히 저를 어떻게 생각해야 할지 모릅니다."

## 발매 및 홍보
딜런은 내시 에드거튼이 연출한 곡 〈Must Be Santa〉 뮤직비디오를 공개했다. 이 비디오에서 딜런과 다른 사람들은 크리스마스 하우스 파티를 하고 있는데, 두 명의 손님이 싸우고 물건을 부수기 시작하고 그들 중 한 명이 도망칠 때까지 말이다. 마지막 장면에서 우리는 딜런과 산타클로스를 본다. 제프 셔 감독이 연출한 〈Little Drummer Boy〉의 뮤직비디오도 공개됐고, 〈Must Be Santa〉의 뮤직비디오 전자카드도 공개됐다.

## 자선 사업
이 나라에서만 3천 5백만 명 이상의 사람들, 즉 그 아이들 중 1천 2백만 명이 종종 배고픈 상태로 잠자리에 들고 아침마다 다음 식사가 어디서 나오는지 확신하지 못한 채 잠에서 깨는 것은 비극입니다. 저는 미국의 식량 공급에 동참하고 있습니다. 우리의 노력이 이 휴가철에 도움이 필요한 사람들에게 식량 안보를 가져다 줄 수 있기를 바랍니다.

피딩 아메리카는 미국에서의 판매로 딜런의 로열티를 받았고, 다른 두 자선단체인 유엔의 유엔세계식량계획과 영국의 크라이시스가 해외 판매로 로열티를 받았다.
딜런은 이렇게 말했다.
"기아의 문제가 궁극적으로 해결될 수 있다는 것은 고통받는 사람들을 먹여 살리고 장기적인 해결책을 찾기 위한 노력을 지원하기 위해 우리가 할 수 있는 모든 것을 해야 한다는 것을 의미합니다. 기아와 노숙자와의 싸움에서 유엔세계식량계획과 크라이시스에 협력하게 되어 영광입니다."

## 곡 목록
| #   | 제목                                         | 작사·작곡                                                  | 재생 시간 |
| --- | -------------------------------------------- | ---------------------------------------------------------- | --------- |
| 1.  | 〈Here Comes Santa Claus〉                   | 진 오트리, 오클리 홀드먼                                   | 2:35      |
| 2.  | 〈Do You Hear What I Hear?〉                 | 노엘 레그니, 글로리아 셰인 베이커                          | 3:02      |
| 3.  | 〈Winter Wonderland〉                        | 펠릭스 버나드, 리처드 베른하르트 스미스                    | 1:52      |
| 4.  | 〈Hark the Herald Angels Sing〉              | 펠릭스 멘델스존 (작곡), 찰스 웨슬리 (작사), 밥 딜런 (편곡) | 2:30      |
| 5.  | 〈I'll Be Home for Christmas〉               | 벅 램, 킴 개넌, 월터 켄트                                  | 2:54      |
| 6.  | 〈Little Drummer Boy〉                       | 캐서린 케니콧 데이비스, 헨리 오노라티, 해리 시메오네       | 2:52      |
| 7.  | 〈The Christmas Blues〉                      | 새미 칸, 데이비드 홀트                                     | 2:54      |
| 8.  | 〈O' Come All Ye Faithful (Adeste Fideles)〉 | 민요, 딜런 (편곡)                                          | 2:48      |
| 9.  | 〈Have Yourself a Merry Little Christmas〉   | 휴 마틴, 랄프 블레인                                       | 4:06      |
| 10. | 〈Must Be Santa〉                            | 윌리엄 프레더릭스, 할 무어                                 | 2:48      |
| 11. | 〈Silver Bells〉                             | 제이 리빙스턴, 레이 에번스                                 | 2:35      |
| 12. | 〈The First Noel〉                           | 민요, 딜런 (편곡)                                          | 2:30      |
| 13. | 〈Christmas Island〉                         | 라일 모레인                                                | 2:27      |
| 14. | 〈The Christmas Song〉                       | 멜 토메, 로버트 웰스                                       | 3:56      |
| 15. | 〈O Little Town of Bethlehem〉               | 민요, 딜런 (편곡)                                          | 2:17      |